# Partit Demòcrata (Polònia)
Partit Demòcrata (polonès Stronnictwo Demokratyczne, SD) fou un partit polític polonès d'ideologia centrista fundat el 15 d'abril de 1939. Els seus líders històrics eren Mieczysław Michałowicz i Mikołaj Kwaśniewski.
El 1940 es va dividir en dues faccions. Una va formar part del govern polonès a l'exili de Londres i l'altra va col·laborar amb el Partit Obrer Polonès (PPR) quan reorganitzà el Consell d'Estat Nacional (Krajowa Rada Narodowa) i formà un Govern Provisional d'Unitat Nacional a Polònia.
La facció de Londres deixà d'existir el 1945, i la de l'interior va formar un partit satèl·lit del Partit Obrer Unificat Polonès, tot i mantenir el seu programa no comunista. Va mantenir un determinat nombre d'escons al Sejm des de 1947 fins a 1985. El 1982 formà amb el POUP i el Partit Popular Unit el Moviment Patriòtic pel Renaixement Nacional.
Després de les eleccions de 1989 va trencar els seus lligams amb el POUP i va col·laborar amb el nou govern dirigit per Solidarność. Poc després la majoria va abandonar el partit i formà part d'altres com la Unió de la Llibertat. Tot i que encara existeix, té una base social molt petita i no té representació parlamentària.

## Resultats electorals

### Sejm
| Any  | Líder                   | Vots                     | %                        | Escons   | +/– | Pos. |
| ---- | ----------------------- | ------------------------ | ------------------------ | -------- | --- | ---- |
| 1947 | Wincenty Rzymowski      | Dins del Bloc Democràtic | Dins del Bloc Democràtic | 41 / 444 | -   | = 4t |
| 1952 | Wacław Barcikowski      | Dins del FJN             | Dins del FJN             | 25 / 425 | 25  | 1r   |
| 1957 | Stanisław Kulczyński    | Dins del FJN             | Dins del FJN             | 39 / 459 | 14  | = 3r |
| 1961 | Stanisław Kulczyński    | Dins del FJN             | Dins del FJN             | 39 / 460 | =   | = 3r |
| 1965 | Stanisław Kulczyński    | Dins del FJN             | Dins del FJN             | 39 / 460 | =   | = 3r |
| 1969 | Stanisław Kulczyński    | Dins del FJN             | Dins del FJN             | 39 / 460 | =   | = 3r |
| 1972 | Zygmunt Moskwa          | Dins del FJN             | Dins del FJN             | 39 / 460 | =   | = 3r |
| 1976 | Andrzej Benesz          | Dins del FJN             | Dins del FJN             | 37 / 460 | 2   | = 3r |
| 1980 | Tadeusz Witold Młyńczak | Dins del FJN             | Dins del FJN             | 37 / 460 | =   | = 3r |
| 1985 | Tadeusz Witold Młyńczak | Dins del PRON            | Dins del PRON            | 35 / 460 | 2   | = 3r |
| 1989 | Jerzy Jóźwiak           | 3,961,124 (Circum.)      | N/A                      | 27 / 460 | 12  | 4t   |
| 1989 | Jerzy Jóźwiak           | 24,814,903 (Llista)      | 48.50                    | 27 / 460 | 12  | 4t   |
| 1991 | Aleksander Mackiew      | 159,017                  | 1.4                      | 1 / 460  | 26  | 14è  |

## Caps del partit
- 1939–1940 – Mieczysław Michałowicz
- 1940–1942 – Stanisław Więckowski
- 1942–1944 – Jerzy Makowiecki
- 1944–1949 – Wincenty Rzymowski
- 1949–1956 – Wacław Barcikowski
- 1956–1969 – Stanisław Kulczyński
- 1969–1973 – Zygmunt Moskwa
- 1973–1976 – Andrzej Benesz
- 1976–1981 – Tadeusz Witold Młyńczak
- 1981–1985 – Edward Kowalczyk
- 1985–1989 – Tadeusz Witold Młyńczak
- 1989–1990 – Jerzy Jóźwiak
- 1990–1991 – Aleksander Mackiewicz
- 1991–1993 – Zbigniew Adamczyk
- 1993–1998 – Jan Janowski
- 1998–2002 – Jan Klimek
- 2002–2006 – Andrzej Arendarski
- 2006–2009 – Krzysztof Góralczyk (p.o.)
- 2009 – Paweł Piskorski